# Стефан Сърчаджиев – Съра
Стефан Стефанов Сърчаджиев – Съра е български актьор. Известен е с озвучаването на филми и сериали.

## Ранен живот
Сърчаджиев е роден в София на 24 юли 1965 г. Произлиза от артистично семейство. Син е на режисьора Стефан Сърчаджиев и актрисата Анастасия Бакърджиева. Негови братя са Йосиф Сърчаджиев, Богдан Сърчаджиев – Бондо и художникът Николай Сърчаджиев.
Съра завършва актьорско майсторство във ВИТИЗ „Кръстьо Сарафов“.

## Кариера на озвучаващ актьор
Съра се занимава с дублаж от 1995 г. Един от първите сериали, за които дава гласа си, е японското аниме „Приказките на Братя Грим“, а един от първите му игрални сериали е „Касандра“. И двата са за Нова телевизия.
По-известни заглавия с негово участие са „Есмералда“, „Росалинда“ (дублаж на Нова телевизия), „Всички обичат Реймънд“, „Смолвил“, „Военни престъпления“, „Как се запознах с майка ви“, „До смърт“, „Хавай 5-0“ и други.
През 2017 г. получава наградата „Икар“ в категория „най-добър дублаж – Актьор“ (тогава наричана „Златен глас“) за ролята на Ам Гъл в дублажа на поредицата „Хобит“, за която е номиниран с Момчил Степанов за Клон в „Тролчета“ и Петър Бонев за Принц Грисъл за същото заглавие. Няколко дни по-късно Съра силно разкритикува качеството на церемонията в интервю.

## Личен живот
Има един син на име Стефан, роден на 26 ноември 1992 г., който също е актьор и от края на 2023 също се занимава с дублаж за Нова Броудкастинг Груп.

## Филмография
- „Наблюдателя“ (2001)
- „Право на избор“ (1989)

## Роли в дублажа
| Актьор              | Филми/Сериали | Роля |
| ------------------- | --- | --- |
| Адам Сандлър        | Сватбеният певец Опашати сватовници | Роби Харт Маймунката Доналд |
| Алфред Молина       | Маверик (дублаж на bTV) Чиракът на магьосника Ранго (дублаж на студио Про Филмс) Понеделник сутрин | Анхел Максим Ховарт Роудкил Д-р Хардинг Хутън |
| Антъни Андерсън     | До смърт (дублаж на Медиа Линк) Готини татковци | Кофилд Гари |
| Арнолд Шварценегер  | Хищникът Заличителят Около света за 80 дни (дублаж на Диема Вижън) Последната битка | Майор Алън „Дъч“ Шейфър Щатски шериф Джон „Заличителя“ Кругър Принц Хапи Шериф Рей Оуенс |
| Боб Оденкърк        | Всички обичат Реймънд Как се запознах с майка ви (в пети и осми сезон) | Скот Прийман Артър Хобс |
| Брад Гарет          | Всички обичат Реймънд Кралят на квартала Труден смях Текст и музика До смърт Как да живееш с вашите (за цял живот) | Робърт Бароун Лу Монтана Крис Райли Еди Старк Макс Грийн |
| Брадли Уитфорд      | Менталистът Бягай! (дублаж на Диема Вижън) | Тимъти Картър Дийн Армитидж |
| Брайън Дойл-Мъри    | Колкото толкова Книга за джунглата: Историята на Маугли | Джон Балу |
| Брайън Кранстън     | Спасяването на редник Райън Как се запознах с майка ви (в 2х06 и 9х09, а в 2х13 е Здравко Методиев) Единственият и неповторим Айвън | Полковник Хамънд Дрътърс Мак |
| Брус Грийнууд       | Холивудски ченгета (дублаж на Диема Вижън) Осем герои | Лейтенант Бени Мако Дейвис Маккларън |
| Вин Дизел           | Хрониките на Ридик Бърз и яростен | Ридик Доминик Торето |
| Винг Реймс          | Мисията невъзможна 3 Конспирацията Ешелон Двойници | Лутър Стикъл Агент Дейв Грант Пророка |
| Винсънт Д'Онофрио   | Мъже в черно (дублаж на bTV) Съдията | Едгар Глен Палмър |
| Гари Олдман         | Петият елемент Нероденият | Жан-Баптист Еманюел Зорг Равин Джоузеф Сендак |
| Гари Синийз         | От местопрестъплението: Ню Йорк (в четвърти сезон на Александра Аудио) Ловен сезон (дублаж на Александра Аудио) | Мак Тейлър Шау |
| Дани Глоувър        | Мравката Z В сегмента от Смъртоносно оръжие в Как се запознах с майка ви Смърт на погребение | Барбейтъс Роджър Мъртоу Ръсел „Чичо Ръсел“ Барнс |
| Дани Де Вито        | Джак Мечока Виж кой говори сега (дублаж на bTV) Джуниър (дублаж на bTV) Матилда (дублаж на Диема Вижън) Марсиански атаки (дублаж на bTV) Голяма риба (дублаж на Андарта Студио) Космическа Коледа (дублаж на bTV) | Джон Лийри Рокс Д-р Лари Арбогаст Разказвач Груб комарджия Амос Калоуей Бъди Хол |
| Даниъл Стърн        | Сам вкъщи (дублаж на bTV) Сам вкъщи 2: Изгубен в Ню Йорк (дублаж на bTV) | Марв Мърчантс |
| Джак Блек           | Кунг-фу панда 2 (дублаж на Александра Аудио) Мъпетите Кунг-фу панда 3 (дублаж на Александра Аудио) Кунг-фу панда 4 | По Себе си По |
| Джак Макгий         | Смъртоносно оръжие 3 (втори дублаж на БНТ) От местопрестъплението: Ню Йорк (дублаж на Диема Вижън) | Дърводелец Полицай Маркс |
| Джак Никълсън       | Вещиците от Истуик Невъзможно твой (дублаж на bTV) Ритни камбаната с финес | Дарил Ван Хорн Хари Санборн Едуард Коул |
| Джаки Ърл Хейли     | Пазителите Алита: Боен ангел | Уолтър Ковакс/Роршах Грюшка |
| Джеймс Белуши       | Коледата невъзможна (дублаж на БНТ) Див живот | Дядо Коледа от мола Бени |
| Джеймс Гарнър       | Досиетата Рокфорд: Все пак обичам Ел Ей Звездни каубои | Джим Рокфорд Танк Съливан |
| Джеймс Ремар        | Белия зъб (дублаж на Диема Вижън) Х-Мен: Първа вълна | Красавеца Смит Американски генерал |
| Джеймс Ърл Джоунс   | Междузвездни войни: Епизод IV - Нова надежда (дублаж на Диема Вижън) Междузвездни войни: Епизод V - Империята отвръща на удара (дублаж на Диема Вижън) Междузвездни войни: Епизод VI - Завръщането на джедаите (дублаж на Диема Вижън) Щрак (дублаж на Диема Вижън) | Дарт Вейдър Разказвачът на миналото на Майкъл |
| Джеф Даниълс        | От глупав по-глупав (дублаж на Имидж Продакшън) Убиец във времето | Хари Дън Ейб |
| Джийн Хекман        | Мравката Z В тила на врага | Генерал Мандибъл Адмирал Лесли Макмеън Райгърт |
| Джо Витерели        | Анализирай това (дублаж на bTV) Анализирай онова | Желето |
| Джон Войт           | Пърл Харбър Всички обичат Реймънд | Франклин Делано Рузвелт Себе си |
| Джон Гудмън         | Крал Ралф (дублаж на bTV) Семейство Флинтстоун (дублаж на Диема Вижън) Полет Ергенският запой: Част III | Ралф Хемптън Гейнсуърт Джоунс Фред Флинтстоун Харлинг Мейс Маршъл |
| Джон Литгоу         | Хари и семейство Хендерсън Катерачът (втори дублаж на Диема Вижън) На гости на третата планета (дублаж на Диема Вижън) Тайните на Беки Б. Как се запознах с майка ви (в девети сезон) | Джордж Хендерсън Ерик Куолън Д-р Дик Соломон Едгар Уест Джери Уитакър |
| Джон Райли          | Дивата река (дублаж на Диема Вижън) Разбивачът Ралф Ралф разбива интернета Пазители на Галактиката (дублаж на Диема Вижън) Имало едно време едно студио | Тери Разбивачът Ралф Роман Дей Разбивачът Ралф |
| Джон Рис-Дейвис     | Заслепен от успеха Книга за джунглата 2 Медальонът (дублаж на bTV) Анаконди: Потомство Анаконди: Кървата следа | Лутър Бащата на Ранджан Командир Хамърсток-Смайт Мърдок |
| Доналд Съдърланд    | Орелът Моби Дик | br>Отец Мейпъл |
| Дърмът Мълроуни     | Ефектът на спусъка Клопка (дублаж на Диема Вижън) | Джо Франсис Гибсън |
| Дъстин Хофман       | Вълшебникът Магориум Легендата за Десперо (дублаж на Александа Аудио) | Г-н Едуард Магориум Роскуро |
| Едуард Джеймс Олмос | Бойна звезда: Галактика (дублаж на Диема Вижън) Зеленият стършел | Уилям Адама Майк Аксфорд |
| Ел Ел Куул Джей     | Синята бездна Всяка една неделя Военни престъпления Военни престъпления: Лос Анджелис (дублаж на Александра Аудио) | Шърман „Проповедника“ Дъдли Джулиън „Джей-Мен“ Уошингтън Сам Хана |
| Жерар Депардийо     | Фантасмагор Астерикс и Обеликс на Олимпийските игри (дублаж на Андарта Студио) Моите следобеди с Маргьорит Животът на Пи | Фантасмагор Обеликс Жермен Шазес Готвачът |
| Зак Галифанакис     | Ергенският запой Ергенският запой: Част II Ергенският запой: Част III | Алън Гарнър |
| Иън Маккелън        | Златният компас Хобит: Неочаквано пътешествие Хобит: Пущинакът на Смог Хобит: Битката на петте армии | Йорек Бирнисон Гандалф |
| Иън Макшейн         | Шрек Трети (дублаж на Александра Аудио) Коралайн и тайната на огледалото (дублаж на Александра Аудио) Чиракът на магьосника | Капитан Хук Бобински Разказвач |
| Карл Райнър         | Бандата на Оушън Бандата на Оушън 2 Бандата на Оушън 3 | Сол Блум |
| Кевин Джеймс        | Всички обичат Реймънд Голямата сделка | Кевин Даниълс и Дъг Хефернан Дейв |
| Кевин Спейси        | Време да убиваш (дублаж на Диема Вижън) Животът на Дейвид Гейл | Областен прокурор Руфъс Бъкли Дейвид Гейл |
| Келси Грамър        | Х-Мен: Последният сблъсък Трансформърс: Ера на изтребление | Ханк Маккой/Звяр Харолд Атинджър |
| Кен Люнг            | Х-Мен: Последният сблъсък Междузвездни войни: Епизод VII - Силата се пробужда (дублаж на Диема Вижън) | Хлапето Омега Адмирал Статура |
| Киърън Хайндс       | Замръзналото кралство Замръзналото кралство: Северно сияние Трудна победа Замръзналото кралство 2 | Дядо Паби Анджело Пациенца Дядо Паби |
| Кийт Дейвид         | Легенда за Тарзан Холивудски ченгета (дублаж на Диема Вижън) | Тублат Леон |
| Кийфър Съдърланд    | Време да убиваш (дублаж на Диема Вижън) Чудовища срещу извънземни Помпей | Фреди Лий Коб Монгър Сенатор Квин Атий Корвус |
| Крейг Ти Нелсън     | От местопрестъплението: Ню Йорк (дублаж на Диема Вижън) Книга за възрастни | Робърт Дънбрук Брус |
| Куба Гудинг Джуниър | Колкото толкова (дублаж на Диема Вижън) Пърл Харбър | Франк Сакс Дорис Милър |
| Лиланд Орсър        | Спасяването на редник Райън Пърл Харбър | Лейтенант ДеУинд Майор Джаксън |
| Лорънс Фишбърн      | Мисията невъзможна 3 21 (дублаж на Диема Вижън) Хищници | Тиодор Брасъл Коул Уилямс Ноланд |
| Лу Даймънд Филипс   | Холивудски ченгета (дублаж на Диема Вижън) Хавай 5-0 | Джак/Уанда Щатски шериф Уес Линкълн |
| Майкъл Кларк Дънкан | Дявол на доброто Падам си по теб | Уилсън Фиск/Кингпин „Големия Джим“ Нелсън |
| Майкъл Маккийн      | Нищо за губене Малките войници | Филип „Пи Би“ Бароу Троглокан |
| Майкъл Чиклис       | Отнесена от духовете Щитът (дублаж на БНТ) Фантастичната четворка и Сребърният сърфист | Бащата на Чихиро Вик Маки Бен Грим/Нещото |
| Марк Ади            | Семейство Флинтстоун: Да живее Рок Вегас (дублаж на Диема Вижън) Около света за 80 дни (дублаж на Диема Вижън) | Фред Флинтстоун Капитанът |
| Марк Хамил          | Дракони Междузвездни войни: Епизод VIII - Последните джедаи Междузвездни войни: Епизод IX - Възходът на Скайуокър | Алвин Люк Скайуокър |
| Марк Хармън         | От Земята до Луната Легенда за Тарзан Военни престъпления (дублаж на студио Сюжет/Диема Вижън) | Уолтър Шира Боб Маркам Лирой Джетро Гибс |
| Мартин Ландау       | Точка на пресичане Холивудски ченгета (дублаж на Диема Вижън) | Нийл Джери Дюран |
| Мат Лукас           | Алиса в Огледалния свят Шерлок Гномс (дублаж на Диема Вижън) | Туидълдъм Бени |
| Микелти Уилямсън    | От местопрестъплението: Ню Йорк (дублаж на Диема Вижън) Хавай 5-0 | Началник Бригъм Синклеър Клей Максуел |
| Морган Фрийман      | Верижна реакция Мол Фландърс Целуни момичетата Батман в началото Черният рицар Черният рицар: Възраждане Конан Варварина Зрителна измама | Пол Шанън Хибъл Алекс Крос Луциус Фокс Разказвач Тадеус Брадли |
| Морис Ламарш        | Загадките на Силвестър и Туити (дублаж на БНТ) Денис Белята контролира положението Балто 3: Крилете на промяната (дублаж на Александра Аудио) | Йосемити Сам Хенри Мичъл Балто |
| Нестор Карбонел     | Димящи аса Черният рицар | Паскуал „Чумата“ Акоста Кмет Антъни Гарсия |
| Оливър Плат         | Време да убиваш (дублаж на Диема Вижън) Нито дума Х-Мен: Първа вълна | Хари Рекс Вонър Д-р Луис Сакс Мъж в черен костюм |
| Пат Купър           | Анализирай това (дублаж на bTV) Анализирай онова | Салваторе Мазело |
| Питър Бойл          | Кикбоксьор 2: Завръщането Всички обичат Реймънд Кралят на квартала | Джъстин Масия Франк Бароун |
| Питър Кълън         | Трансформърс: Отмъщението Трансформърс: Тъмната страна на луната | Оптимус Прайм |
| Рип Торн            | Морски трепачи (дублаж на bTV) Мъже в черно (дублаж на bTV) Мъже в черно 2 (дублаж на bTV) | Вице адмирал Дийн Уинслоу Зед |
| Ричард Крена        | Рамбо: Първа кръв, втора част (дублаж на Диема Вижън) Рамбо 3 (дублаж на Диема Вижън) Сабрина | Полковник Сам Траутман Патрик Тайсън |
| Роби Колтрейн       | Хари Потър и Философският камък Хари Потър и Стаята на тайните Храбро сърце | Рубиъс Хагрид Лорд Дингуолд |
| Робърт Уисдън       | Виж кой говори сега (дублаж на bTV) Принуден да убива | Рейнджър Тери Голдстийн |
| Роджър Рийс         | Питър Пан: Завръщане в Невърленд Гарфилд 2 Розовата пантера (дублаж на TV7) | Едуард Дарлинг Г-н Хобс Реймонд Ларок |
| Самюъл Джаксън      | Джурасик парк (дублаж на Медиа Линк) Криминале Междузвездни войни: Епизод I - Невидима заплаха (дублаж на Диема Вижън) Синята бездна Междузвездни войни: Епизод II - Клонираните атакуват (дублаж на Диема Вижън) Трите хикса (дублаж на Диема Вижън) S.W.A.T. Специален отряд Трите хикса: Следващо ниво Междузвездни войни: Епизод III - Отмъщението на ситите (дублаж на Диема Вижън) Фрийдъмленд Ченгета в резерв Отмъстителите Джанго без окови Омразната осморка Клетка Домът на мис Перигрин за чудати деца (дублаж на студио VMS) Бодигард на убиеца (дублаж на Диема Вижън) Оскари 2022 | Джон Реймънд Арнолд Джулс Уинфийлд Мейс Уинду Ръсел Франклин Мейс Уинду Агент Огъстъс Гибънс Сержант Дан Хондо Харелсън Агент Огъстъс Гибънс Мейс Уинду Лоренцо Консил Детектив Пи Кей Хайсмит Ник Фюри Стивън Майор Маркуис Уорън Томас „Том“ Маккорт Г-н Барън Дариъс Кинкейд Себе си |
| Сет Макфарлън       | Семейният тип (от първи до средата на четвърти сезон) Хелбой 2: Златната армия (дублаж на Медиа Линк) | Питър Грифин Йохан Краус |
| Сет Роугън          | Шрек Трети (дублаж на Александра Аудио) Хортън (дублаж на Александра Аудио) | Капитан на кораб Мортън |
| Скот Каан           | Готови за бой Срещи с Дейв (дублаж на Диема Вижън) Хавай 5-0 | Скот Доукинс Полицай Дули Дани Уилямс |
| Терънс Стамп        | Електра Агенти на съдбата (дублаж на Диема Вижън) Домът на мис Перигрин за чудати деца | Стик Томпсън Ейб Портман |
| Тимъти Спол         | Последният самурай Алиса в Огледалния свят | Саймън Греъм Хръдката Бейярд |
| Том Макграт         | Мадагаскар 2 (дублаж на Александра Аудио) Мадагаскар 3 Пингвините от Мадагаскар (дублаж на Александра Аудио) Пингвините от Мадагаскар (филм) | Скипър |
| Том Сайзмор         | Спасяването на редник Райън Пърл Харбър Блек Хоук Хавай 5-0 | Сержант Майк Хорват Ърл Лейтенант полковник Дани Макнайт Капитан Винс Фрайър |
| Том Харди           | Блек Хоук Черният рицар: Възраждане | Специалист Ланс Тумбли Бейн |
| Тони Шалуб          | Мъже в черно (дублаж на bTV) Мъже в черно 2 (дублаж на bTV) Кръв и пот | Джак Джийбс Виктор Кършоу |
| Филип Сиймур Хофман | Войната на Чарли Уилсън (дублаж на Диема Вижън) Нюйоркска пиеса Маската на властта (дублаж на Медиа Линк) | Гъст Авракотос Кейдън Котард Пол Зара |
| Франк Уелкър        | Инспектор Гаджет (дублажи на Про Филмс и Саунд Сити Студио) Аладин и царят на разбойниците Алоха, Скуби-Ду! (дублаж на Имидж Продакшън) | Д-р Клоу Фазал Фред Джоунс |
| Фред Уилард         | Всички обичат Реймънд Щурият Ръсел | Ханк Макдугъл Ти Джей |
| Хавиер Бардем       | 007 Координати: Скайфол Стрелецът | Раул Силва Феликс |
| Хенри Кордън        | Семейство Флинтстоун (дублаж на Арс Диджитал Студио) Семейство Флинтстоун: Яба Даба Ду! (дублаж на студио Тайтъл Бе-Ге) Коледата на семейство Флинтстоун (дублажи на Арс Диджитал Студио и студио Тайтъл Бе-Ге) Коледната песен на семейство Флинтстоун (дублаж на Арс Диджитал Студио) | И.Б., Големия Спаркъл и други Фред Флинтстоун |
| Чанинг Тейтъм       | Мокри поръчки Внедрени в час | Арън Грег Дженко |
| Чарлс С. Дътън      | Време да убиваш (дублаж на Диема Вижън) Черното куче | Шериф Ози Уолс Агент Алън Форд |
| Шай Макбрайд        | Как се запознах с майка ви Златното момче | Род Детектив Дон Оуен |
| Шон Бийн            | Летателен план Пиксели (дублаж на Диема Вижън) | Капитан Маркъс Рич Ефрейтор Хил |